# 朱當泘
新蔡端穆王朱當泘（1486年—1547年），明朝魯藩第一代新蔡王，魯莊王朱陽鑄的第十一子（庶子中排第七）。

## 生平
弘治三年（1490年）十月，獲賜名當泘。弘治九年（1496年）十一月，封新蔡王。
嘉靖二十六年（1547年），朱當泘去世，享年六十二歲，諡號端穆。三年後，嫡長子朱健楖襲爵。

## 家庭

### 妻
- 牛氏，南城兵馬副指揮牛端女，正德九年（1514年）五月冊為新蔡王妃[6]。

### 子
- 嫡長子：新蔡長子→新蔡昭和王朱健楖
- 第二子：鎮國將軍朱健梡[7]